# Hilmi Kiremitçi
Hilmi Kiremitçi (* 1. Januar 1934 in Plowdiw; † 20. Juli 2011 in Bandırma) war ein türkischer Fußballspieler und -trainer.
Durch seine lange Tätigkeit für Vefa Istanbul wird er sehr stark mit diesem Verein assoziiert, für den er auch mehrere Jahre als Trainer tätig war. Während seiner Zeit bei Fenerbahçe Istanbul zählte er zu den populärsten Spielern seines Teams.

## Spielerkarriere

### Verein
Kiremitçi kam als Sohn von Rumelien-Türken im bulgarischen Plowdiw auf die Welt. Bereits im Kindesalter zog er mit seiner Mutter in die türkische Metropole Istanbul. Seine Vereinsfußballkarriere startete Kiremitçi 1949 in der Nachwuchsabteilung von Vefa Istanbul.
Nachdem der damalige Trainierstab von Vefa SK Kiremitçi nicht in die erste Männermannschaft aufnahm, wechselte dieser zum Istanbuler Verein Davutpaşa SK. Bei diesem Verein machte er schnell auf sich aufmerksam und erhielt von mehreren Vereinen der İstanbul Profesyonel Ligi, der damals renommiertesten Liga der Türkei, Angebote. Hier versuchte sein alter Verein Vefa Kiremitçi zurückzuholen und ihn vorerst für seine zweite Mannschaft einzusetzen. Dieser Wechsel kam jedoch in letzter Instanz nicht zustande. So wechselte Kiremitçi im Sommer 1953 zum damals gut positionierten Verein İstanbulspor. Bereits bei seinem ersten Spiel für diesen Klub gelang Kiremitçi auch sein erstes Tor. Anschließend blieb er nahezu die gesamte Saison ohne Einsatz. Erst im April 1954 spielte er wieder und eroberte sich prompt einen Stammplatz. Bis zum Saisonende absolvierte er alle verbliebenen Partien seiner Mannschaft. In seiner zweiten Saison für Istanbulspor festigte Kiremitçi seine Position innerhalb der Mannschaft und war mit sieben Ligatreffern der erfolgreichste Torschütze seiner Mannschaft.
Im Sommer 1956 unterbreitete ihm sein alter Verein Vefa SK ein Transferangebot. Kiremitçi nahm das Angebot an und wechselte zu seinem alten Verein zurück. Bei seinem neuen Verein etablierte er sich auf Anhieb als Leistungsträger. In der Spielzeit 1956/57 steigerte er seine Leistungen und schaffte es in die Türkische Nationalmannschaft. Durch seine guten Leistungen versuchten mehrere größere Vereine der Liga, Kiremitçi zu verpflichten. Als erstes versuchte Galatasaray Istanbul ihn für die Saison 1957/58 an sich zu binden, scheiterte aber durch unterschiedliche Gehaltsvorstellungen. Später bemühte sich auch Fenerbahçe Istanbul erfolglos um Kiremitçi, obwohl dieser ebenfalls wechseln wollte. Ab Frühjahr 1959 nahm Kiremitçi mit Vefa an der neugegründeten und landesweit ausgelegten Millî Lig (der heutigen Süper Lig) teil. Bis zu diesem Zeitpunkt hatte in der Türkei keine nationale Liga existiert, sondern nur regionale Ligen in den größeren Ballungszentren, von welchen İstanbul Profesyonel Ligi (dt.: Istanbuler Profiliga) die renommierteste gewesen war. In der ersten Spielzeit der Millî Lig wurde die Meisterschaft in zwei Runden ausgetragen. In der ersten Runde fand das Ligasystem un zwei separaten Gruppen stand. In der zweiten Runde entschieden die beiden Gruppenersten in einem Finale mit Hin- und Rückspiel die Meisterschaft unter sich. Kiremitçi nahm mit seiner Mannschaft in der Gruppe Rot am Wettbewerb teil. Hier lieferte sich Vefa über die gesamte Saison mit Galatasaray Istanbul ein Kopf-an-Kopf-Rennen um den 1. Tabellenplatz der Gruppe. Am Ende belegte der Verein punktgleich hinter Galatasaray den zweiten Tabellenplatz und verpasste die Möglichkeit, erster türkischer Fußballmeister zu werden. Kiremitçi bildete mit seinen Sturmpartnern Özer Kanra und İsmet Yamanoğlu eines der erfolgreichsten Sturmtrios der Liga und war an diesem Erfolg, der der größte der Vereinsgeschichte werden sollte, maßgeblich beteiligt. In der zweiten Spielzeit, in der die Liga in ein einspuriges Ligasystem überführt wurde, belegte Vefa den 11. Tabellenplatz, wobei Kiremitçi mit zehn Saisontoren eine erfolgreiche Saison spielte.
Nachdem Kiremitçi bis ins Jahr 1960 für Vefa Istanbul aktiv gewesen war, wechselte er zur Saison 1960/61 zum Ligarivalen Fenerbahçe Istanbul. Mit seiner neuen Mannschaft nahm er am vorsaisonlichen Cemal-Gürsel-Pokal teil und kam in einem von drei Spielen zum Einsatz. Seine Mannschaft beendete dieses Turnier als Sieger, wodurch Kiremitçi seinen ersten Titel auf Vereinsebene gewann. Trotz der ser starken Konkurrenz auf den Offensivpositionen bei Fenerbahçe mit solchen Spielern wie Lefter Küçükandonyadis, Mustafa Güven, Yüksel Gündüz, Kadri Aytaç, Can Bartu, Ergun Öztuna, allesamt Nationalspieler, eroberte sich Kiremitçi auf Anhieb einen Stammplatz und absolvierte 35 der möglichen 38 Ligaspiele. Die Saison beendete seine Mannschaft mit der türkischen Meisterschaft. In seiner zweiten Saison verlor er zwar seinen Stammplatz, spielte aber dennoch bei 20 von 38 möglichen Ligaspielen über die volle Spiellänge. Er stritt sich mehrmals mit dem Cheftrainer Necdet Erdem und wurde aus dem Mannschaftskader suspendiert. Fenerbahçe versuchte Kiremitçi im Frühjahr 1962 abzugeben, blieb aber erfolglos. Seine Mannschaft beendete die Saison hinter dem Erzrivalen Galatasaray als Vizemeister. In seiner dritten und letzten Saison bei Fenerbahçe wurde Kiremitçi in den ersten Spieltagen nahezu durchgängig vom neuen Cheftrainer Miroslav Kokotović eingesetzt. Später blieb er dem Training fern und wurde deswegen seitens der Vereinsführung mit einer Geldstrafe von 250 Lira abgemahnt. Kiremitçi entschuldigte sich im Nachhinein für sein Verhalten, wurde aber nicht wieder in den Mannschaftskader aufgenommen. Stattdessen trug der Verein die Sache bis zum türkischen Fußballverband. Im April nahm ihn der Verein aber wieder in den Mannschaftskader auf.
Im Sommer 1963 kehrte Kiremitçi, nachdem er bei Fenerbahçe zuletzt kaum eingesetzt wurde, zu seinem alten Klub Vefa Istanbul zurück. Dieser Verein war in der Zwischenzeit im Sommer 1962 in die neugeschaffene landesweit ausgetragene zweithöchste Spielklasse, in die Türkiye 2. Futbol Ligi, abgestiegen. In der ersten Saison dieser Liga beendete mit seinem Team auf dem 4. Tabellenplatz. Kiremitçi kam lediglich bei neun der möglichen 24 Ligabegegnungen zum Einsatz. In der zweiten Zweitligasaison schaffte es Kiremitçi schnell wieder zum Stammspieler aufzusteigen. Mit seiner Mannschaft lieferte er sich mit Bursaspor über die gesamte Saison ein Wettrennen um die Meisterschaft der Liga, welches man am Ende des besseren Torverhältnisses wegen für sich entschied und nach zweijähriger Erstligaabstinenz wieder aufstieg. Kiremitçi steuerte zu diesem Erfolg acht Tore bei. In die 1. Lig aufgestiegen, kam er zu weniger Spieleinsätzen, wurde aber dennoch regelmäßig eingesetzt. Nachdem er in der Erstligasaison 1966/67 auf lediglich fünf Einsätze kam, entschied er sich zum Saisonende den Verein zu verlassen und eventuelle seine Karriere zu beenden.

### Nationalmannschaft
Kiremitçi wurde das erste Mal im Februar 1957 in den Kader der Türkischen Nationalmannschaft nominiert. Hier gab er im Rahmen des Mittelmeerpokalspiels gegen die Ägyptische Nationalmannschaft sein Länderspieldebüt. Kiremitçi erzielte beim 4:0-Sieg seiner Mannschaft das letzte Tor und erhielt durchweg positive Kritiken.
Fortan gehörte er zwei Jahre lang zu den regelmäßig nominierten Spielern der Nationalelf. Insgesamt absolvierte er ein B-Länderspiele und 13 A-Länderspiele. Sein letztes Länderspiel bestritt er am 8. Oktober 1961 gegen die Rumänische Nationalmannschaft.

## Trainerkarriere
Nach seinem Abschied von Vefa Istanbul herrschte eine Zeitlang Ungewissheit über die weitere Karriere Kiremitçis. Im Sommer 1967 wurde bekannt gegeben, dass Kiremitci fortan den neugegründeten Drittligisten Lüleburgazspor als Cheftrainer betreuen wird und zudem die Transfers des Vereins leiten wird. Diese Einstellung kam aus ungenannten Gründen später nicht zustande.
Stattdessen wurde er als Trainer des im April 1967 neugegründeten Zweitligisten Sivasspor vorgestellt. Damit ging er auch als erster Trainer Sivasspors in die Vereinsannalen ein. Er übernahm die Einstellung als Spielertrainer und war nebenbei noch ein Jahr als Spieler aktiv. Kiremitçi hatte bereits 1965 interimsweise seine Mannschaft Vefa Istanbul als Spielertrainer betreut. Als Trainer von Sivasspor wurde Kiremitçi Zeuge von einem der schlimmsten Tragödien im türkischen Fußball. In der Auswärtspartie vom 17. September 1967 gegen Kayserispor, der Mannschaft der Nachprovinz Kayseri, kam es auf den Zuschauertribünen zu Fanausstreitungen zwischen den beiden Zuschauergruppen. In dem mit 20.000 Plätzen ausverkauften Kayseri-Atatürk-Stadion erzielte in der 20. Minute Oktay Aktan das 1:0 für die Heimmannschaft. Unter den 5.000 angereisten Sivassporfans protestierten viele gegen die Gültigkeit dieses Tores. Nach diesen Fanchören kam aus zwischen beiden Fanlagern zu Ausschreitungen. Die Fans von Sivasspor bemerkten während der Auseinandersetzungen, dass ein Ausgangstor offen stand und versuchte durch dieses Tor den Ausschreitungen zu entkommen. Diese Situation löste unter den Sivassporfans eine Massenpanik aus und führte zu einem zu einem Gedränge unter diesen Zuschauern, in dessen Folge 43 Besucher starben und 100 weitere verletzt wurden. Diese Tragödie wurde von allen Tageszeitungen auf dem Titelblatt berichtet und ging als Kara Pazar (dt. Schwarzer Sonntag) bzw. Kara Gün (dt. Schwarzer Tag) in die türkischen Fußballhistorie ein. Die 2. Lig wurde bis aus weiteres ausgesetzt und erst nach zwei Wochen wieder fortgesetzt. Kiremitçi erlebte die Ereignisse aus unmittelbarer Nähe und zeigt sich tief betroffen. Der türkische Fußballverband erlegte Kiremitçi mit einer Fünfmonatssperre, weshalb er nur außerhalb der Stadien arbeiten konnte. All diese Umstände sorgten dafür, dass Kiremitçi mit seiner Mannschaft gegen Saisonende um den Klassenerhalt kämpft und diese erst im vorletzten Spiel erreichte. In den letzten Spieltagen besiegte man den unter anderem den Tabellenersten Izmirspor. Mit dem Saisonende wurde er von seinem Amt als Cheftrainer entlassen.
Zur Saison 1971/72 übernahm Kiremitçi seinen früheren Verein, den Erstligisten Vefa Istanbul, als Cheftrainer. In seiner ersten Saison mit seiner Mannschaft belegte er in der Liga einen sicheren Nichtabstiegsplatz. Damit erreichte er die beste Pokalplatzierung der Vereinsgeschichte. Im Sommer 1972 trat er von seinem Amt zurück, wurde aber dann zum Weitermachen umgestimmt. Während er in seiner zweiten Saison mit Vefa gegen Saisonende um den Klassenerhalt kämpfte, sorgte seine Mannschaft im Türkischen Fußballpokal für eine Überraschung. Hier erreichte er mit seinem Team das Halbfinale und schied dann nach zwei hardumkämpften Halbfinalbegegnungen gegen Galatasaray Istanbul aus. Während der Spielzeit 1972/73 wurde Kiremitçi im November 1972 durch Sefer Türker ersetzt, kehrte aber bereits nach zwei Spieltagen zu seinem Amt zurück und leitete die Mannschaft Türker zusammen.
Für die Saison 1973/74 übernahm er Sivasspor zum zweiten Mal. Nachdem er zum Saisonende den Aufstieg verfehlt hatte, wechselte Kiremitçi zur neuen Saison zum Drittligisten Bandırmaspor. Diesen Verein führte er zur Meisterschaft der Drittligasaison 1974/75 und damit zum Aufstieg in die Türkiye 2. Futbol Ligi. Nach diesem Erfolg fand er aber mit dem Vereinsvorstand keine Übereinstimmung für eine weitere Zusammenarbeit. Zur Saison 1976/77 übernahm Bandırmaspor ein weiteres Mal und trat hier im März 1977 von seinem Amt zurück.
Im Sommer 1980 übernahm er beim mittlerweile in die 2. Liga abgestiegenen Verein Vefa Istanbul. Bei diesem Verein wurde im August 1980 Simtel Hauptsponsor, weswegen der Vereinsnamen in Vefa Simtel SK umbenannt. Zur Saison 1981/82 trainierte er Davutpaşa SK, bei dem Verein er seine Fußballspielerlaufbahn startete.
Für die Saison 1982/83 heuerte er beim Zweitligisten Beykozspor an. Diesen Verein verließ er nach acht Spieltagen wieder.
1986 wurde Kiremitçi ein weiteres Nal Trainer bei Vefa Simtel. 1987 trainierte er wieder Bandırmaspor, wurde aber zur Winterpause entlassen.

## Tod
Kiremitçi erkrankte 2005 an Lungenkrebs und verstarb am 20. Juli 2011 in Bandırma an den Folgen dieser Krankheit, nachdem er vorher versucht hatte, mittels diverser Therapien seine Krankheit zu besiegen. Er wurde noch an seinem Todestag nach dem Mittagsgebet in der Bandırma Marktmoschee in Erdek beigesetzt.

## Trivia
- Kiremitçis älterer Bruder Hüseyin Kiremitçi war bei Vefa Istanbul als Vereinsfunktionär tätig.[43][44]
- In dem Länderspiel Rumänien-Türkei vom 8. Oktober 1960 kam es zwischen Kiremitçi und dem rumänischen Spieler Ion Nunweiller zu einem Handgemende. Nunweiller versetzte in diesem Kiremitçi einen Faustschlag ins Gesicht und brach ihm damit gleich drei Zähne.[45] Acht Jahre später wechselte Nunweiller in die Türkei zu Fenerbahçe Istanbul. Beim ersten Zusammentreffen der beiden entschuldigte sich Nunweiller von Kiremitçi.[46]
- Kiremitçis Sohn Uğur Kiremitçi war ebenfalls Profifußballspieler und stand 1986 vor einem Wechsel zu Fenerbahçe.[47] Er wurde von der Fachpresse früh als großes Talent gehandelt, blieb aber letztendlich hinter den Erwartungen.[48][49] Kiremitçi betreute seinen Sohn auch als dessen Berater.[50]

## Erfolge

### Als Spieler
Mit Fenerbahçe Istanbul
- Türkischer Meister: 1960/1961
- Cemal-Gürsel-Pokal-Sieger

Mit Vefa Istanbul
- Meister der TFF 1. Lig und Aufstieg in die Süper Lig: 1964/65

### Als Trainer
Mit Bandırmaspor
- Meister der TFF 2. Lig und Aufstieg in die TFF 1. Lig: 1974/75